# Ostatnie twierdzenie
Ostatnie twierdzenie (tyt. oryg. The Last Theorem) – powieść science fiction z 2008 roku autorstwa Arthura C. Clarke’a i Frederika Pohla, opowiadająca o młodym lankijskim matematyku, który znajduje krótki dowód wielkiego twierdzenia Fermata, podczas będącej w toku inwazji kosmitów na Ziemię.